# Emma Berglund
Emma Sofia Berglund (Umeå, 19 dicembre 1988) è una calciatrice svedese, difensore del Rosengård e della nazionale svedese.

## Palmarès

### Club
- Campionato svedese: 7

Umeå IK: 2006, 2007, 2008
Rosengård: 2015
Kopparbergs/Göteborg: 2020
Rosengård: 2021, 2022
- Coppa di Francia: 1

Paris Saint-Germain: 2017-2018
- Coppa di Svezia: 3

Umeå IK: 2007
Kopparbergs/Göteborg: 2018-2019
Rosengård: 2021-2022
- Supercoppa svedese: 4

Umeå IK: 2007, 2008
Rosengård: 2015, 2016

### Nazionale
- Argento olimpico: 1

Rio de Janeiro 2016